# Halevoor, Kunigal
Halevoor là một làng thuộc tehsil Kunigal, huyện Tumkur, bang Karnataka, Ấn Độ.